# Pingba
För andra betydelser, se Pingba (olika betydelser).
Pingba, tidigare stavat Pingpa, är ett stadsdistrikt i Anshuns stad på prefekturnivå i provinsen Guizhou i sydvästra Kina.
Pingba är indelat i åtta köpingar och två etniska minoritetssocknar.
Köpingar (zhen):

- Baiyun (白云镇)
- Chengguan (城关镇)
- Gaofeng (高峰镇)
- Leping (乐平镇)
- Machang (马场镇)
- Qibo (齐伯镇)
- Tianlong (天龙镇)
- Xiayun (夏云镇)

Etniska minoritetssocknar  (zu xiang):
- Shizi (Shízì Huízú Miáozú Xiāng, 十字回族苗族乡) - etnisk minoritetssocken för hui- och miao-folken
- Yangchang (Yángchāng Bùyīzú Miáozú Xiāng, 羊昌布依族苗族乡) - etnisk minoritetssocken för bouyei- och miao-folken